# Balked at the Altar
Balked at the Altar er en amerikansk stumfilm fra 1908 af D. W. Griffith.

## Medvirkende
- Mabel Stoughton
- Linda Arvidson
- George Gebhardt
- D. W. Griffith
- Robert Harron